# Фриез, Отон
Анри Ашиль Эмиль Отон Фриез (фр. Henri-Achille-Emile-Othon Friesz; 6 февраля 1879, Гавр — 10 января 1949, Париж) — французский художник.

## Биография и творчество
Отон Фриез родился 6 февраля 1879 года в Гавре. Друзья Фриеза говорили, что он был похож на викинга. Семья происходила из Эльзаса, дед был капитаном дальнего плавания, его профессию унаследовал и отец и должен был унаследовать Отон. С 12 лет он начал учиться в Муниципальной школе изящных искусств. Учителем Фриеза стал тот самый Шарль Луйе, у которого брали первые уроки живописи и рисунка Рауль Дюфи и Жорж Брак. Уже в Гавре у Фриеза появились товарищи по искусству, вместе с которыми он вошел позже в круг «диких».
В 1898 году, после окончания гаврской художественной школы, Фриез, как позже и Дюфи, получил у муниципалитета Гавра стипендию для обучения в школе искусств в Париже и поступил в мастерскую профессора Леона Бонна. К моменту появления в Париже Дюфи, Фриез уже подружился со всей компанией Матисса. Он поселился на Монмартре, естественно вступил в круг монмартровских поэтов и художников, и позже уступил свою мастерскую Дюфи.
Жизнь и творчество Фриеза развивалась примерно так же, как и у его друзей. Он не избежал раздумий над наследием Поля Сезанна и кубизмом Пикассо. Хотя для него линия поисков фактуры была ограничена, он нашёл то равновесие пластики и цвета, которое не позволило ему изменить выбранному с самого началу пути.

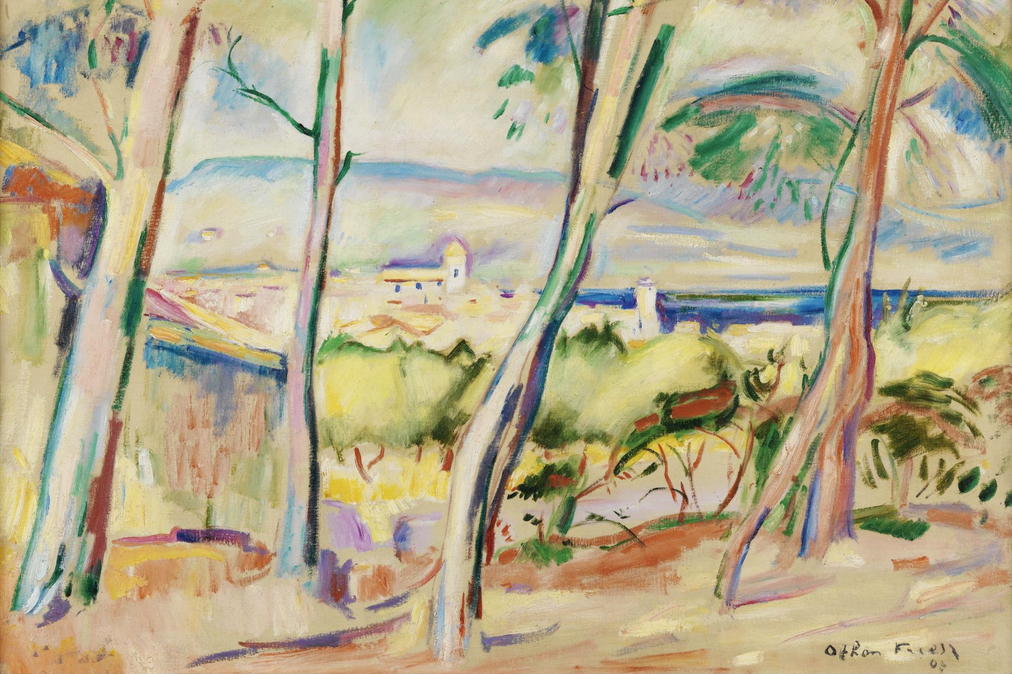
Пейзаж в Ла-Сьота (1907)

В начале творчества главной темой его работ являются изображения морских гаваней и портов, а также портретная живопись. В Париже у него проявляется интерес к творчеству импрессионистов, что нашло отражение в написанных в начале XX века работах — например, в серии картин «Пон-Нёф» (Pont-Neuf, 1903—1904). В результате знакомства с Матиссом и Жоржем Руо Фриез становится приверженцем фовизма. Так, систематическое применение техники чистых цветовых контрастов, применяемых по всей поверхности полотна, можно наблюдать уже с 1905 года. Крупноформатные работы этого периода, часто изображающие как бы увиденные с высоты пейзажи или изображения обнажённого человеческого тела, принадлежат к лучшим работам Фриеза. В 1908—1909 годах художник резко меняет манеру письма, перейдя к упрощённой, схематичной форме изображения. Образцом его творчества этого периода является картина «Крыши и кафедральный собор в Руане», находящаяся в собрании Эрмитажа.
В начале Первой мировой войны он был мобилизован. 1915 годом датируется портрет Андрэ Рей, будущей жены Фриеза.

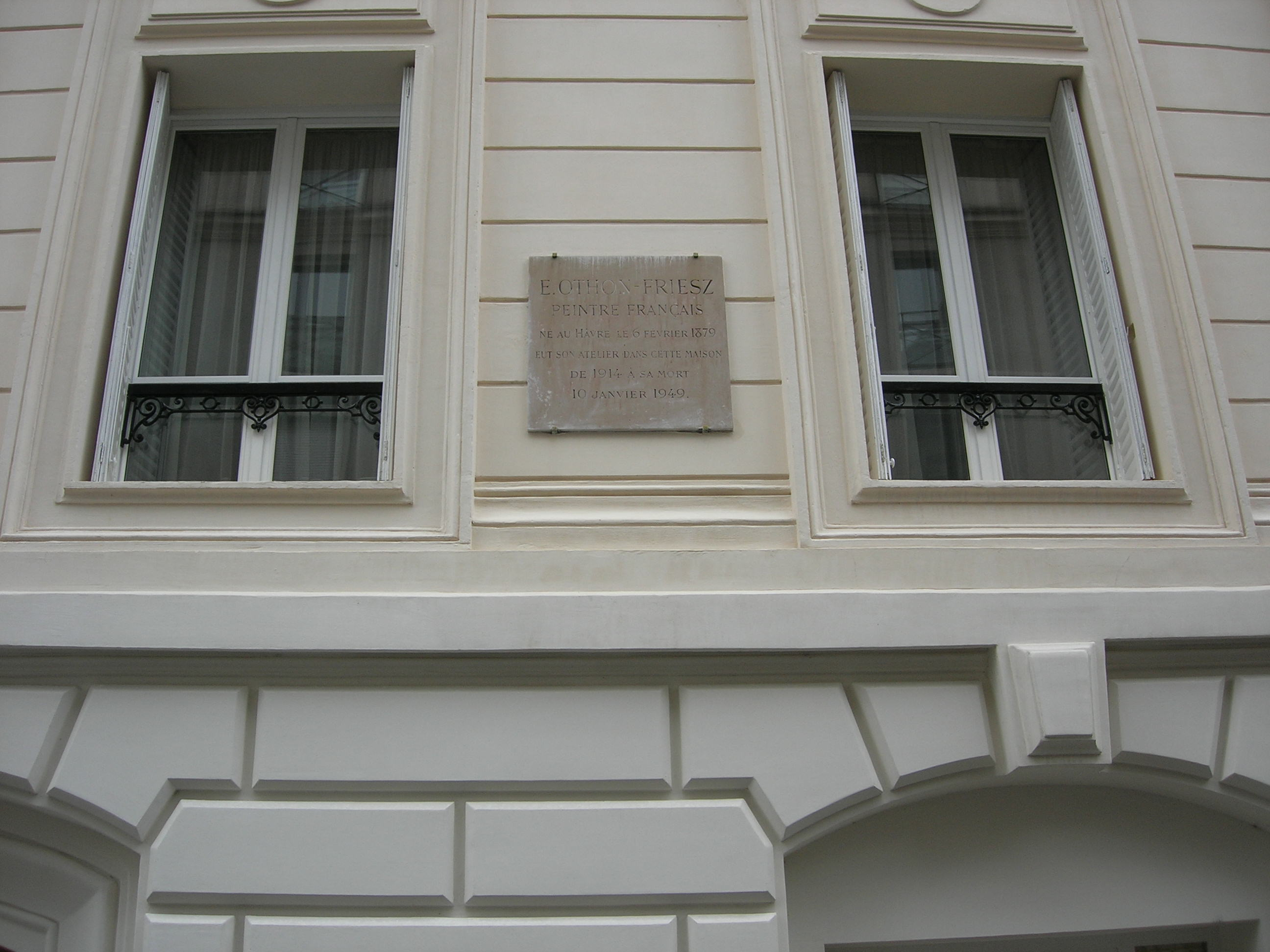
Мастерская Фриеза в Париже

После войны Фриез занимает мастерскую на улице Нотр-Дам-де-Жан в Париже, в которой он работает до конца жизни. В 20-е и 30-е годы XX столетия он — профессор ряда художественных академий Франции, в этот период жизни Фриез много пишет в Провансе и в родной Нормандии, в Юре, подолгу живёт в Пулоне, ездит в Италию, Бельгию, США.
С 1925 года картины Фриеза начинает покупать музей Франции, а в 1933 году он получает орден Почётного Легиона.
Не избежал Фриез и прикладного искусства — его ковер «Мир» был выставлен в 1935 году, а в 1937 он выполнил одну из росписей для Всемирной выставки во дворце Шайо.
После Второй мировой войны Фриезу предложили кафедру в Школе изящных искусств, но он отказался.
Отон Фриез умер 10 января 1949 года в своей парижской мастерской.

## Выставки
С начала XX века Фриез начинает выставляться в Гавре, а в 1901 году вместе с Дюфи и Руо — на Международной выставке в Венеции. С 1903 г. Фриез вместе с друзьями участвует в Салоне Независимых, а с 1904 г. в Осеннем салоне, где он в 1905 году оказывается одним из несомненно «диких». Уже в 1904 году состоялась первая персональная выставка работ Фриеза. Галерея коллекционеров представила публике 46 его работ. С 1905 года Фриеза начинает выставлять Берта Вейль, а с 1907 на персональных и групповых выставках у Дрюэ и было приобретено большинство картин, хранящихся в российских коллекциях. Фриез был представлен вместе с другими «дикими» в салоне «Золотого руна» в Москве и на выставке в Праге в 1910 году.
В 1911—1912 годах Фриез много путешествует — по Бельгии, Германии, Португалии, участвует в выставках «Берлинский Сецессион» и, в 1913 году, в американской Эрмори Шоу.
Посмертно работы Фриеза были представлены на выставке современного искусства документа II в Касселе, Германия в 1959 году.

## Избранные работы

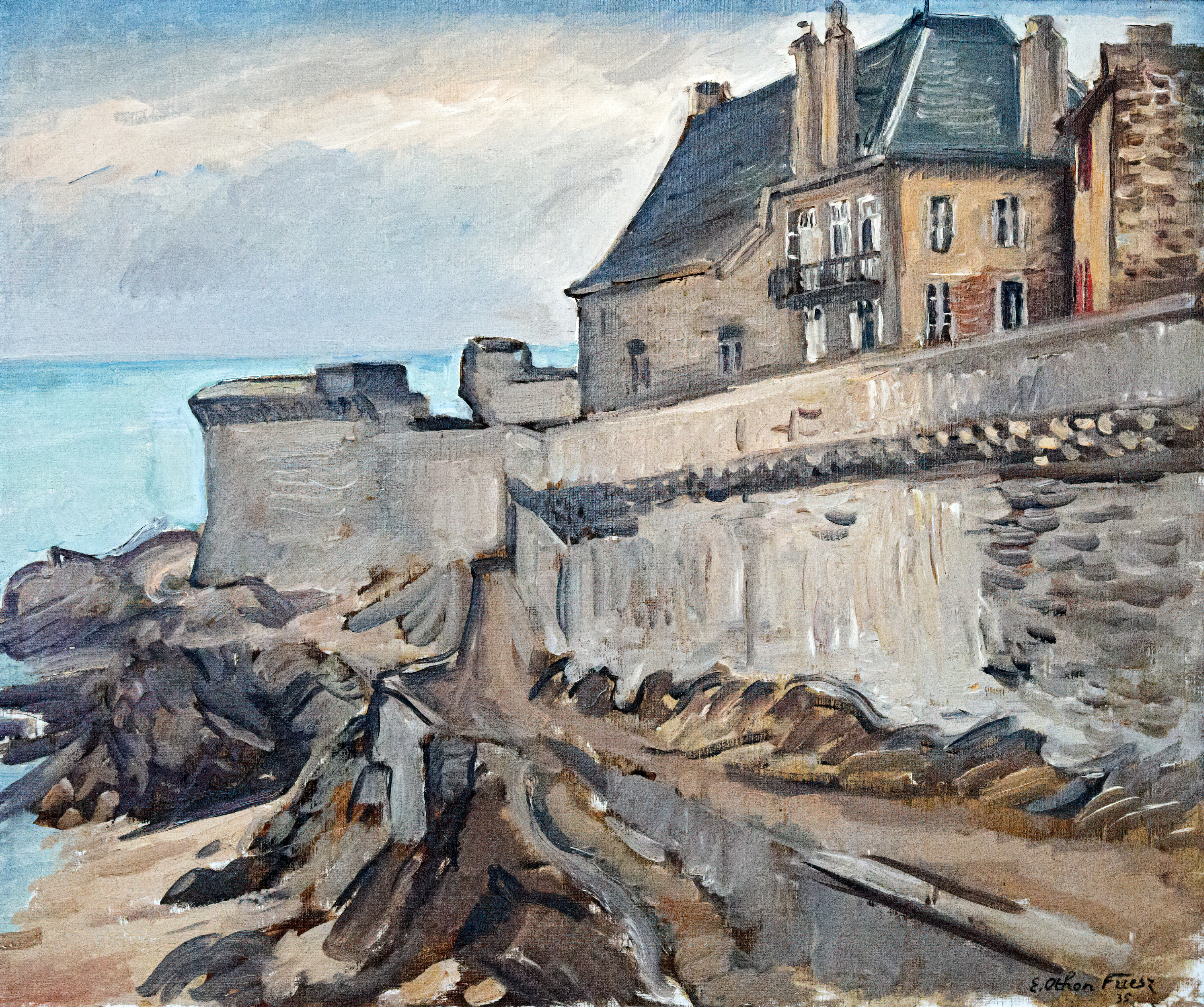
Крепостные валы Сен-Мало (1935), Музей Тулуз-Лотрека, Альби

- La Ciotat («Терраса в Ла-Сьота») 1905, Париж, частное собрание
- Le port d’Anvers («Гавань в Антверпене») 1906, Париж, частное собрание
- Les Baigneuses («Пейзаж с купающимися», Landscape with Figures) 1909, Нью-Йорк, Музей Современного искусства
- Portrait de Fernand Fleuret («Портрет Фернана Флёре») 1907, Париж, Музей Современного искусства.